# Phryxe sobria
Phryxe sobria là một loài ruồi trong họ Tachinidae.